# Lombach (Patrizierfamilie)

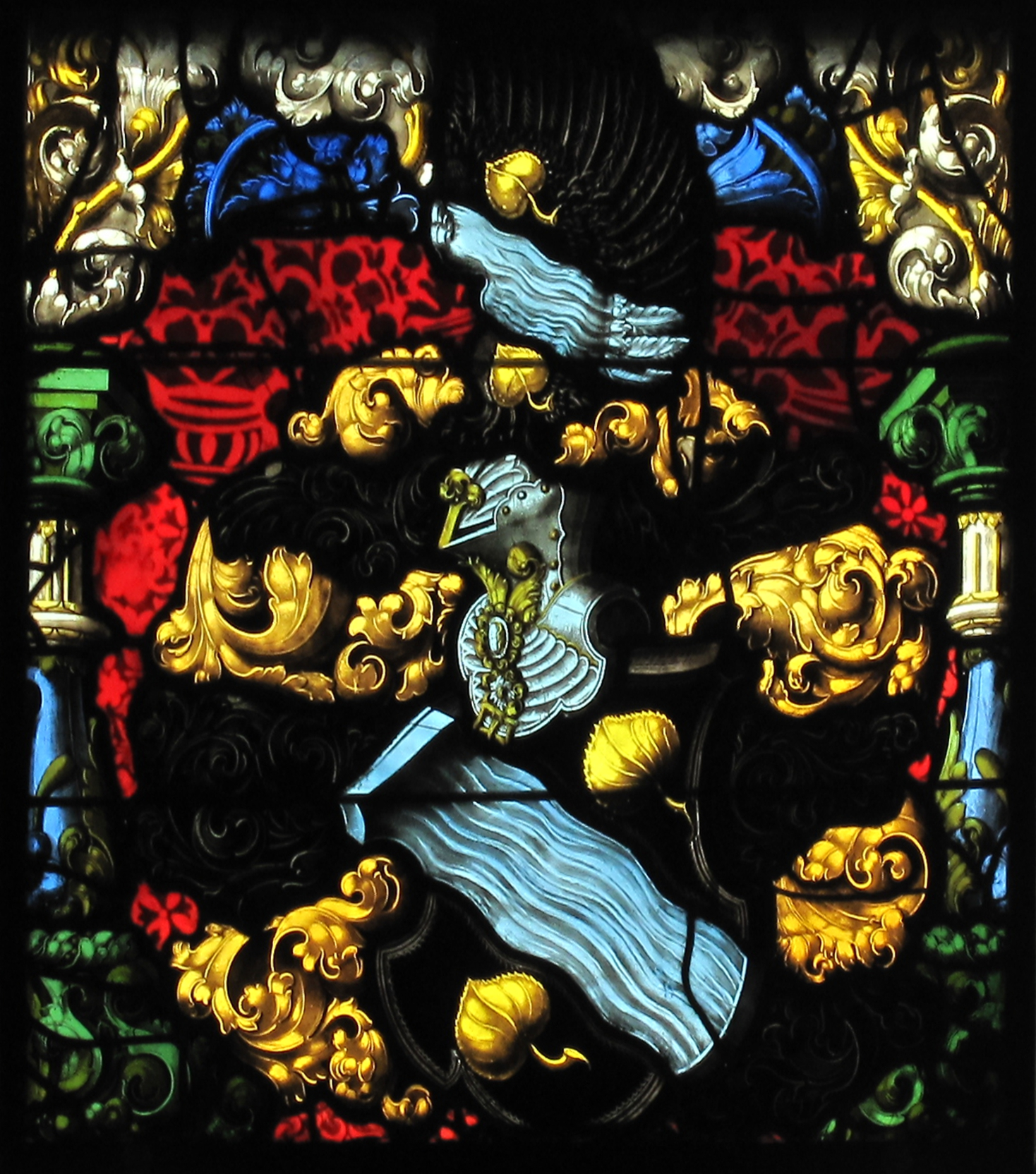
Wappenscheibe Lombach (um 1540), in der Lombachkapelle im Berner Münster.

Die Familie Lombach war eine bernische Patrizierfamilie, die seit ungefähr 1450 das Burgerrecht der Stadt Bern besass und ab 1429 im Grossen Rat nachgewiesen ist. Sie gehörte zur zweiten Statusgruppe des Berner Patriziats, den sogenannten „Edelvesten“. Die Familie gehörte der Gesellschaft zu Mittellöwen an und erlosch 1855.
Die Figur Fritz Lombach in Rudolf von Tavels Novellen „Jä gäll, so geit’s.“ (1901), Dr Houpme Lombach (1903) und Götti und Gotteli (1906) ist fiktiv.

## Personen
- Jakob Courtevril genannt Lombach († 1501), Wirt, Burger von Freiburg
- Niklaus Lombach (1583–1666), Herr zu Hindelbank, Mitglied des Kleinen Rats
- Abraham Samuel Lombach (1731–1778), Herr zu Bümpliz, Oberst in holländischen Diensten
- Franz Ludwig von Lombach (1732–1806), 1784–1794 Landschreiber der eidg. Landvogtei Rheintal in Rheineck
- Ludwig Lombach (1772–1821), Zeichner und Maler
- Franz Emanuel Lombach (1810–1855), Kriegskommissär, Regierungsstatthalter in Courtelary und Porrentruy, ultimus